# میانگین تفاضل قدر مطلق‌ها
میانگین تفاضل قدر مطلق‌ها (تک متغیره) یک مقیاس آماری توزیع است که برابر میانگین قدر مطلق‌های تفاضل دو مقدار مستقل که از توزیع احتمال گرفته‌شده‌اند. یک آمار مرتبط میانگین قدر مطلق‌های تفاضل نسبی است که میانگین قدر مطلق تفاضل‌ها بر میانگین حسابی می‌باشد و دو برابر شاخص جینی می‌باشد. میانگین تفاضل قدر مطلق‌ها به عنوان میانگین قدر مطلق جینی نیز شناخته می‌شود(GMD)و با Δ یا MD نشان داده می‌شود.

## تعریف
میانگین قدر مطلق تفاضل‌ها، امید ریاضی قدر مطلق تفاضل‌های دو متغیر تصادفی X و Y که به صورت مستقل و یکتا با توزیع یکسان پخش شده‌اند.
{\displaystyle \mathrm {MD} :=E[|X-Y|].}

## تاریخچه شاخص جینی
در سال ۱۹۱۱   کراد جینی Prof. Corrado Gini   در ایتالیا کتابی را به زبان ایتالیایی به نام a very vast statistical study initiating در مورد میانگین منتشر کرد که بعدها میانگین قدر مطلق جینی نامیده شد. جالب است که دقیقاً در همین زمان نویسنده‌های غیر ایتالیایی بدون توجه به کتاب او در همین زمینه کار می‌کردند. در سال ۱۹۶۳ در کتابی که توسط استوارت Andrew M. Stuart و کراد Maurice Kendall نامی از جینی برده شد و توجه مردم به کتاب او جلب شد.
طی جنگ جهانی اول تفکر جینی گسترش یافت و جینی دو مقاله در مجله‌های خارجی در سال‌های ۱۹۲۱ و ۱۹۲۶ منتشر کرد. طی دو دهه‌ی بعد اطلاعات دقیقی پیرامون این موضوع در دسترس نیست. شاید محدودیت زبان مقاله‌های منتشر شده موجب مشهور نشدن مقاله‌ها میان دانشمندان غیر ایتالیایی شد.
بعدها توجه آماردانان ایتالیایی به این موضوع جذب شد و بحثی در مورد anew (ایتالیایی) میانگین تفاضل شروع شد. و چیزی که بیشتر توجه مردم را جلب کرد این بود که برعکس مقادیر دیگر که برای اندازه‌گیری پراکندگی متغیرهای تصادفی استفاده می‌شود٬ میانگین تفاضل مستقل از مقیاس مرکزی مکان یابی است.

## محاسبه
به‌خصوص برای توزیع گسسته:
- برای یک نمونهٔ تصادفی به اندازه n با توزیع یکنواخت نسبت به Q بر اساس قانون کلی امیدریاضی (به انگلیسی: law of total expectations)، میانگین قدر مطلق تفاضل دنباله نمونه‌ها yi, i = ۱ تا n با مینگین حسابی قدر مطلق مقدارهای تمامی تفاضل‌های ممکن حساب می‌شود.

{\displaystyle \mathrm {MD} =E[|X-Y|]=E_{X}[E_{X|Y}[|X-Y|]]={\frac {1}{n^{2}}}\sum _{i=1}^{n}\sum _{j=1}^{n}|y_{i}-y_{j}|.}
- اگر Q تابع توزیع احتمال گسستهf(y) داشته باشد که yi, i = ۱ تا n مقدارهایی با احتمال ناصفر هستند

{\displaystyle \mathrm {MD} =\sum _{i=1}^{n}\sum _{j=1}^{n}f(y_{i})f(y_{j})|y_{i}-y_{j}|.}
در حالت پیوسته:
- اگر Q تابع چگالی احتمال داشته باشد

{\displaystyle \mathrm {MD} =\int _{-\infty }^{\infty }\int _{-\infty }^{\infty }f(x)\,f(y)\,|x-y|\,dx\,dy.}
- اگر Q تابع توزیع تجمعی داشته‌باشد (F(x با تابع کوانتایل (quantile function) Q(F) پس برای f(x)=dF(x)/dx و Q(F(x))=x داریم

{\displaystyle \mathrm {MD} =\int _{0}^{1}\int _{0}^{1}|Q(F_{1})-Q(F_{2})|\,dF_{1}\,dF_{2}.}

## میانگین قدر مطلق‌های تفاضل نسبی
وقتی توزیع احتمال دارای میانگین حسابی متناهی و غیرصفر، میانگین قدر مطلق‌های تفاضل نسبی معمولاً با Δ یا RMD نشان داده می‌شوند.
{\displaystyle \mathrm {RMD} ={\frac {\mathrm {MD} }{\text{arithmetic mean}}}.}
میانگین قدر مطلق‌های تفاضل نسبی، میانگین قدر مطلق‌های تفاضل در مقایسه با مقدار میانگین تعیین می‌کند و مقدار بدون بعد است. میانگین قدر مطلق‌های تفاضل نسبی دوبرابر شاخص جینی می‌باشد.

## ویژگی‌ها
- (MD(X + c) = MD(X
- (MD(−X) = MD(X
- (MD(c X) = |c| MD(X
- (RMD(X + c) = RMD(X) · mean(X)/(mean(X) + c) = RMD(X) / (1 + c / mean(X))        c ≠ −mean(X
- (RMD(−X) = −RMD(X
- RMD(c X) = RMD(X)        c> 0

## مقایسه با انحراف معیار
میانگین قدر مطلق‌های  تفاضل دو برابر ال-گشتاور است درحالی که انحراف معیار جذر واریانس می‌باشد.هر دو مقدار توزیع را اندازه‌گیری می‌کنند. میانگین قدر مطلق‌های تفاضل را به عنوان شاخص مرکزی در نظر نمی‌گیرند ولی انحراف معیار را به عنوان شاخص مرکزی در نظر می‌گیرند. چون انحراف معیار تفاوت را مجذور می‌کند و در مقایسه با میانگین قدر مطلق‌های تفاضل وزن بیشتری را به اختلاف‌های بزرگتر می‌دهد. وقتی میانگین حسابی متناهی است میانگین قدر مطلق‌های تفاضل هم متناهی است حتی اگر انحراف معیار نامتناهی باشد.

## مثال‌ها
| توزیع                                  | متغیرها       | میانگین                          | انحراف معیار                                                          | میانگین قدرمطلقهای تفاضل                                | میانگین قدرمطلقهای تفاضل نسبی                           |
| -------------------------------------- | ------------- | -------------------------------- | --------------------------------------------------------------------- | ------------------------------------------------------- | ------------------------------------------------------- |
| توزیع یکنواخت پیوسته                   | a = 0 ; b = 1 | 1 / 2 = 0.5                      | {\displaystyle {\frac {1}{\sqrt {12}}}\approx 0.2887}                 | 1 / 3 ≈ 0.3333                                          | 2 / 3 ≈ 0.6667                                          |
| توزیع طبیعی                            | μ = 1 ; σ = 1 | 1                                | 1                                                                     | {\displaystyle {\frac {2}{\sqrt {\pi }}}\approx 1.1284} | {\displaystyle {\frac {2}{\sqrt {\pi }}}\approx 1.1284} |
| توزیع نمایی                            | λ = 1         | 1                                | 1                                                                     | 1                                                       | ۱                                                       |
| توزیع پارتو                            | k> 1 ; xm = 1 | {\displaystyle {\frac {k}{k-1}}} | {\displaystyle {\frac {1}{k-1}}\,{\sqrt {\frac {k}{k-2}}}} (for k> 2) | {\displaystyle {\frac {2k}{(k-1)(2k-1)}}\,}             | {\displaystyle {\frac {2}{2k-1}}\,}                     |
| توزیع گاما                             | k ; θ         | kθ                               | {\displaystyle {\sqrt {k}}\,\theta }                                  | {\displaystyle k\theta (4I_{0.5}(k+1,k)-2)} †           | {\displaystyle 4I_{0.5}(k+1,k)-2} †                     |
| توزیع گاما                             | k = 1 ; θ = 1 | 1                                | 1                                                                     | 1                                                       | ۱                                                       |
| توزیع گاما                             | k = 2 ; θ = 1 | 2                                | {\displaystyle {\sqrt {2}}\approx 1.4142}                             | 3 / 2 = 1.5                                             | 3 / 4 = 0.75                                            |
| توزیع گاما                             | k = 3 ; θ = 1 | 3                                | {\displaystyle {\sqrt {3}}\approx 1.7321}                             | 15 / 8 = 1.875                                          | 5 / 8 = 0.625                                           |
| توزیع گاما                             | k = 4 ; θ = 1 | 4                                | 2                                                                     | 35 / 16 = 2.1875                                        | 35 / 64 = 0.546875                                      |
| توزیع برنولی                           | 0 ≤ p ≤ 1     | p                                | {\displaystyle {\sqrt {p(1-p)}}}                                      | 2 p (1 − p)                                             | 2 (1 − p) for p > 0                                     |
| توزیع تی-استیودنت، ۲ درجه آزادی (آمار) | ν = 2         | ۰                                | ∞                                                                     | -                                                       | -                                                       |